# 京都府道570号西方寺岡田由里線
京都府道570号西方寺岡田由里線（きょうとふどう570ごう さいほうじおかだゆりせん）は、京都府舞鶴市を通る一般府道である。

## 概要
舞鶴市字西方寺から舞鶴市字岡田由里に至る。
由良川の支流、岡田川と並行して走る。

### 路線データ
- 起点：舞鶴市字西方寺（西方寺交差点、京都府道567号地頭四所停車場線交点）
- 終点：舞鶴市字岡田由里（岡田由里交差点、国道175号交点）

## 地理

### 通過する自治体
- 舞鶴市

### 交差する道路
| 交差する道路                  | 交差する場所 | 交差する場所          |
| ----------------------------- | ------------ | --------------------- |
| 京都府道567号地頭四所停車場線 | 字西方寺     | 西方寺交差点 / 起点   |
| 国道175号                     | 字岡田由里   | 岡田由里交差点 / 終点 |

### 沿線
- 気比神社
- 舞鶴市立岡田小学校（休校中）
- 舞鶴市立加佐中学校